# Фиано
Фиа̀но (на италиански: Fiano; на пиемонтски: Fian, Фиан) е малко градче и община в Метрополен град Торино, регион Пиемонт, Северна Италия. Разположено е на 430 m надморска височина. Към 1 януари 2020 г. населението на общината е 2639 души, от които 124 са чужди граждани.